# EHF Champions League 1995/96
An der EHF Champions League 1995/96 nahmen 35 Handball-Vereinsmannschaften teil, die sich in der vorangegangenen Saison in ihren Heimatligen für den Wettbewerb qualifiziert hatten. Es war die 36. Austragung der EHF Champions League bzw. des Europapokals der Landesmeister. Die Pokalspiele begannen am 3. September 1995, das zweite Finalspiel fand am 26. April 1996 statt. Im Finale zwischen den spanischen Teilnehmern konnte sich FC Barcelona gegen den Titelverteidiger Elgorriaga Bidasoa durchsetzen.

## Modus
Vor der „Champions League“ genannten Gruppenphase wurde eine Ausscheidungsrunde, ein Sechzehntelfinale und ein Achtelfinale im K.-o.-System mit Hin- und Rückspiel durchgeführt. Die Sieger des Achtelfinals qualifizierten sich für die Gruppenphase mit zwei Gruppen mit je vier Mannschaften, in der in einer Gruppe jeder gegen jeden ein Hin- und Rückspiel hatte. Die beiden Gruppenbesten spielten im Finale mit Hin- und Rückspiel den Sieger der EHF Champions League der Saison 1995/96 aus.

## Ausscheidungsrunde
Die Hinspiele fanden am 3. September 1995 statt und die Rückspiele am 9./10. September 1995. Eine Ausnahme waren das Hin- und Rückspiel zwischen Partizan Belgrad und HK Topoľčany die beide am 9. und 10. September 1995 in Belgrad stattfanden.
|                  | Gesamt |                        | Hinspiel | Rückspiel |
| ---------------- | ------ | ---------------------- | -------- | --------- |
| Partizan Belgrad | 58:41  | HK Topoľčany           | 28:22    | 30:19     |
| Dinamo Bukarest  | 44:45  | RK Borec Veles         | 26:18    | 18:27     |
| HC Kehra Tallinn | 44:60  | GTU Shevardeni Tbilisi | 23:25    | 21:35     |

## Sechzehntelfinals
Die Hin- und Rückspiele fanden zwischen dem 7. Oktober 1995 und 15. Oktober 1995.
|                        | Gesamt  |                           | Hinspiel | Rückspiel |
| ---------------------- | ------- | ------------------------- | -------- | --------- |
| Académico Basket Clube | 64:39   | Hapoel Rishon LeZion      | 37:17    | 30:22     |
| KC Veszprém            | 67:33   | HC Berchem                | 31:20    | 36:13     |
| RK Zagreb              | 53:44   | Çankaya Belediyesi Ankara | 28:18    | 25:26     |
| GOG Gudme              | 52:47   | Partizan Belgrad          | 34:21    | 18:26     |
| FC Barcelona           | 70:39   | GTU Shevardeni Tbilisi    | 40:19    | 30:20     |
| Montpellier HB         | 49:43   | Dukla Prag                | 25:24    | 24:19     |
| Elgorriaga Bidasoa     | 50:35   | RK Borec Veles            | 25:20    | 25:15     |
| THW Kiel               | 45:30   | Initia HC Hasselt         | 27:13    | 18:17     |
| RK Celje               | 73:32   | HC Lyulin Sofia           | 38:16    | 35:16     |
| Filippos Verias        | 42:49   | ZTR Saporischschja        | 23:19    | 19:30     |
| SKA Minsk              | 61:46   | BK-46 Karis Handboll      | 34:24    | 27:22     |
| Valur Reykjavík        | 44:43   | ZSKA Moskau               | 23:23    | 21:20     |
| HC Linz AG             | 47:43   | Wisła Płock               | 29:18    | 18:25     |
| HC Granitas Kaunas     | 53:45   | IL Runar Sandefjord       | 29:19    | 24:26     |
| Pallamano Trieste      | 55:43   | HV Aalsmeer               | 26:18    | 29:25     |
| Pfadi Winterthur       | 42:42 * | Redbergslids IK           | 24:16    | 18:26     |

## Achtelfinals
Die Hinspiele fanden am 11./12. November 1995 statt und die Rückspiele am 18./19. November 1995, mit Ausnahme der Begegnung zwischen Granitas Kaunas und THW Kiel, das Hinspiel fand am 17. November 1995 in Berlin statt und das Rückspiel am 19. November 1995 in Kiel.
|                    | Gesamt |                        | Hinspiel | Rückspiel |
| ------------------ | ------ | ---------------------- | -------- | --------- |
| SKA Minsk          | 47:51  | GOG Gudme              | 26:23    | 21:28     |
| ZTR Saporischschja | 32:43  | Elgorriaga Bidasoa     | 15:19    | 17:24     |
| HC Granitas Kaunas | 42:50  | THW Kiel               | 21:26    | 21:24     |
| HC Linz AG         | 47:62  | FC Barcelona           | 30:27    | 17:35     |
| RK Celje           | 45:46  | RK Zagreb              | 25:21    | 20:25     |
| Pfadi Winterthur   | 53:46  | Montpellier HB         | 27:23    | 26:23     |
| Valur Reykjavík    | 50:52  | Académico Basket Clube | 25:23    | 25:29     |
| Pallamano Trieste  | 38:44  | KC Veszprém            | 22:23    | 16:21     |

## Gruppenphase
Die Gruppenphase wurde zwischen dem 16. Januar 1996 und dem 27. März 1996 ausgespielt.

### Gruppe A
| Pl. | Mannschaft             | Sp. | S | U | N | Tore      | Diff. | Punkte |
| --- | ---------------------- | --- | - | - | - | --------- | ----- | ------ |
| 1.  | Elgorriaga Bidasoa     | 6   | 4 | 0 | 2 | 0154:1360 | +18   | 08:40  |
| 2.  | THW Kiel               | 6   | 3 | 0 | 3 | 0151:1480 | +3    | 06:60  |
| 3.  | KC Veszprém            | 6   | 3 | 0 | 3 | 0147:1440 | +3    | 06:60  |
| 4.  | Académico Basket Clube | 6   | 2 | 0 | 4 | 0129:1530 | −24   | 04:80  |

### Gruppe B
| Pl. | Mannschaft       | Sp. | S | U | N | Tore      | Diff. | Punkte |
| --- | ---------------- | --- | - | - | - | --------- | ----- | ------ |
| 1.  | FC Barcelona     | 6   | 4 | 1 | 1 | 0167:1350 | +32   | 09:30  |
| 2.  | Pfadi Winterthur | 6   | 3 | 0 | 3 | 0161:1640 | −3    | 06:60  |
| 3.  | RK Zagreb        | 6   | 2 | 1 | 3 | 0138:1440 | −6    | 05:70  |
| 4.  | GOG Gudme        | 6   | 1 | 2 | 3 | 0136:1590 | −23   | 04:80  |

## Finale
Das Hinspiel fand am 20. April 1996 in Barcelona statt und das Rückspiel am 26. April 1996 in Irun. Im dritten Jahr seit der Wettbewerb als EHF Champions League bezeichnet wird, siegte zum dritten Mal eine Mannschaft aus Spanien.
|              | Gesamt |                    | Hinspiel | Rückspiel |
| ------------ | ------ | ------------------ | -------- | --------- |
| FC Barcelona | 46:38  | Elgorriaga Bidasoa | 23:15    | 23:23     |